# Gan

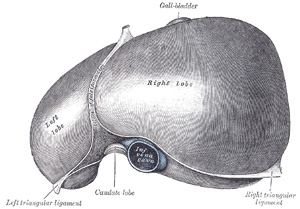
Gan là nội tạng lớn nhất trong cơ thể người

Gan là một cơ quan của các động vật có xương sống, bao gồm cả con người. Cơ quan này đóng một vai trò quan trọng trong quá trình chuyển hóa và một số các chức năng khác trong cơ thể như dự trữ glycogen, tổng hợp protein huyết tương và thải độc. Gan cũng sản xuất dịch mật, một dịch thể quan trọng trong quá trình tiêu hóa. Gan được xem là nhà máy hóa chất của cơ thể vì nó đảm trách cũng như điều hòa rất nhiều các phản ứng hóa sinh mà các phản ứng này chỉ xảy ra ở một số tổ chức đặc biệt của cơ thể mà thôi.

## Từ nguyên
Từ gan bắt nguồn từ cách phát âm trong tiếng Hán thượng cổ của một từ tiếng Hán được viết bằng chữ Hán là "肝". Chữ Hán "肝" có âm Hán Việt hiện đại là can. William H. Baxter và Laurent Sagart phục nguyên cách phát âm trong tiếng Hán thượng cổ của từ "肝" là *s.kˤa[r].

## Giải phẫu

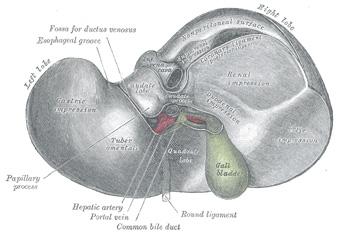
Gan nhìn mặt dưới

Gan người trưởng thành thường nặng 1,4 - 1,6 kilôgam, mềm, có màu đỏ sẫm. Gan là một cơ quan nội tạng lớn nhất trong cơ thể và đồng thời là tuyến tiêu hóa lớn nhất trong cơ thể. Gan nằm ngay dưới cơ hoành (hoành cách mô) ở phần trên, bên phải của ổ bụng. Gan nằm về phía bên phải của dạ dày (bao tử) và tạo nên giường túi mật.
Gan được cung cấp máu bởi hai mạch chính ở thùy phải: động mạch gan và tĩnh mạch cửa (tĩnh mạch gánh). Động mạch gan thường bắt nguồn từ động mạch chủ. Tĩnh mạch cửa dẫn lưu máu từ lách, tụy và ruột non nhờ đó mà gan có thể tiếp cận được nguồn dinh dưỡng cũng như các sản phẩm phụ của quá trình tiêu hóa thức ăn. Các tĩnh mạch gan dẫn lưu máu từ gan và đổ trực tiếp vào tĩnh mạch chủ dưới.
Mật sản xuất trong gan được tập trung tại các tiểu quản mật. Các tiểu quản này sẽ hội lưu với nhau tạo thành ống mật. Các ống mật sẽ đổ về ống gan trái hoặc ống gan phải. Hai ống gan này cuối cùng sẽ hợp nhất thành ống gan chung. Ống cổ túi mật (nối túi mật) vào ống gan chung và hình thành ống mật chủ. Mật có thể đổ trực tiếp từ gan vào tá tràng thông qua ống mật chủ hoặc tạm thời được lưu trữ trong túi mật thông qua con đường ống cổ túi mật. Ống mật chủ và ống tụy đổ vào tá tràng ở bóng Vater.
Gan là một trong số ít nội tạng của cơ thể có khả năng tái tạo lại một lượng nhu mô bị mất. Nếu khối lượng gan mất dưới 25% thì gan có thể tái tạo hoàn toàn. Điều này là do tế bào gan có khả năng đặc biệt như là một tế bào mầm đơn thẩm quyền (nghĩa là tế bào gan có thể phân đôi thành hai tế bào gan). Cũng có một số tế bào mầm song thẩm quyền gọi là các tế bào oval có thể biệt hóa thành tế bào gan và tế bào lót mặt trong ống mật.

### Giải phẫu bề mặt
Trừ nơi gan được nối vào cơ hoành thì toàn bộ bề mặt gan được bao phủ bởi lớp phúc mạc tạng, một lớp màng kép, mỏng có tác dụng làm giảm ma sát giữa các cơ quan với nhau. Phúc mạc này tạo nên các dây chằng liềm và dây chằng tam giác. Các "dây chằng" này không giống như các dây chằng thực sự ở các khớp và không có chức năng quan trọng nhưng nó lại là những mốc giải phẫu bề mặt giúp nhận biết trong quá trình phẫu thuật.
Về mặt giải phẫu đại thể, gan có thể được chia thành bốn thùy dựa trên các đặc điểm bề mặt. 
Dây chằng liềm có thể nhìn thấy ở mặt trước của gan chia gan thành hai phần: thùy gan trái và thùy gan phải.
Nếu nhìn từ mặt sau (hay mặt tạng) thì gan còn có hai thùy phụ nằm giữa thùy gan phải và thùy gan trái. Đây là các thùy đuôi (nằm phía trên) và thùy vuông (nằm phía dưới).

### Giải phẫu chức năng
Đối với phẫu thuật cắt gan thì việc hiểu cặn kẽ cấu trúc của gan dựa trên hệ thống cung cấp máu và dẫn lưu mật có vai trò sống còn. Vùng trung tâm, nơi ống mật chủ, tĩnh mạch cửa và động mạch gan đi vào gan được gọi là "rốn" gan. Ống mật, tĩnh mạch và động mạch chia thành các nhánh trái và phải và phần gan được cung cấp máu hay dẫn lưu mạnh bởi các nhánh này được gọi là thùy gan chức năng trái và phải. Các thùy chức năng được chia ra bởi một mặt phẳng nối từ hố túi mật đến tĩnh mạch chủ dưới. Theo trường phái Pháp thì các thùy chức năng này được chia thành 8 phân thùy khác nhau dựa trên sự phân nhánh bậc hai và bậc ba của hệ thống mạch máu. Các phân thùy tương ứng với giải phẫu bề mặt gồm:
| Thùy  | Phân thùy  |
| ----- | ---------- |
| đuôi  | 1          |
| trái  | 2, 3       |
| vuông | 4          |
| phải  | 5, 6, 7, 8 |

## Sinh lý
Chức năng chính của gan là lọc máu chủ yếu được thực hiện bởi các tế bào gan.
- Gan sản xuất và tiết mật cần thiết cho quá trình tiêu hóa mỡ. Một lượng mật có thể đổ thẳng từ gan vào tá tràng, một phần khác được trữ lại ở túi mật trước khi vào tá tràng.
- Gan cũng đóng một số vai trò quan trọng trong chuyển hóa carbohydrate:
  - Tân tạo đường: tổng hợp glucose từ một số amino acid, lactate hoặc glycerol)
  - Phân giải glycogen: tạo glucose từ glycogen
  - Tạo glycogen: tổng hợp glycogen từ glucose
  - Giáng hóa insulin và các hormone khác
- Gan  cũng là nơi chuyển hóa protein.
- Gan cũng là cơ quan tham gia vào quá trình chuyển hóa lipid:
  - Tổng hợp cholesterol
  - Sản xuất triglyceride.
- Gan tổng hợp các yếu tố đông máu, fibrinogen (yếu tố I), thrombin (prothrombin), yếu tố V, yếu tố VII, yếu tố IX, yếu tố X và yếu tố XI cũng như protein C, protein S và antithrombin.
- Gan giáng hóa hemoglobin tạo nên các sản phẩm chuyển hóa đi vào dịch mật dưới hình thức các sắc tố mật.
- Gan giáng hóa các chất độc và thuốc thông qua quá trình gọi là chuyển hóa thuốc. Tuy nhiên quá trình chuyển hoá này có thể gây độc vì chất chuyển hóa lại độc hơn tiền chất của nó.
- Gan chuyển amonia thành urea.
- Gan dự trữ rất nhiều chất khác nhau bao gồm glucose dưới dạng glycogen, vitamin B12, sắt và đồng.
- Trong ba tháng đầu tiên của thai kỳ, gan là nơi tạo hồng cầu chính cho thai nhi. Vào tuần thứ 32 của thai kỳ, tủy xương đảm nhận gần như toàn bộ chức năng này.
- Gan còn tham gia vào quá trình miễn dịch: hệ thống lưới nội mô của gan chứa rất nhiều tế bào có thẩm quyền miễn dịch hoạt động như một cái rây nhằm phát hiện những kháng nguyên trong dòng máu do tĩnh mạch cửa mang đến.
- Chức năng của gan và hệ vận động bên trong gan của hồng cầu và tiểu cầu

Hiện tại, không có một cơ quan nhân tạo nào có thể đảm trách được toàn bộ chức năng vô cùng phức tạp của gan. Chỉ một số chức năng có thể thực hiện được thông qua con đường nhân tạo như thẩm phân gan trong điều trị suy gan.

## Bệnh lý
Rất nhiều bệnh lý của gan có biểu hiện triệu chứng vàng da do sự tăng cao nồng độ bilirubin trong máu. Bilirubin là sản phẩm của quá trình giáng hóa hemoglobin từ những tế bào hồng cầu chết. Thông thường thì gan loại bỏ bilirubin ra khỏi dòng máu và tiết vào ruột theo mật.
- Viêm gan là hiện tượng viêm của gan gây nên do rất nhiều virus khác nhau và một số độc chất, các bệnh tự miễn hoặc di truyền.
- Xơ gan là sự hình thành tổ chức xơ trong gan thay thế cho nhu mô gan bị chết. Nguyên nhân gây chết tế bào gan có thể kể như viêm gan virus, ngộ độc rượu hoặc một số hóa chất độc hại với gan khác.
- Nhiễm huyết sắc tố là một bệnh di truyền gây nên sự tích trữ sắt trong cơ thể và cuối cùng có thể đưa đến tổn thương gan.
- Ung thư gan: ung thư gan tiên phát hoặc ung thư đường mật và ung thư di căn, thường là từ ung thư của đường tiêu hóa.
- Bệnh Wilson: một bệnh lý di truyền gây nên sự tích trữ quá mức đồng trong cơ thể.
- Viêm đường mật xơ hóa tiên phát: một bệnh lý viêm của đường mật có bản chất tự miễn.
- Xơ gan mật tiên phát: bệnh tự miễn của các đường dẫn mật nhỏ.
- Hội chứng Budd-Chiari: tắc nghẽn tĩnh mạch gan.
- Hội chứng Gilbert: một rối loạn di truyền của quá trình chuyển hóa bilirubin, hiện diện khoảng 5% dân số.

Cũng có nhiều bệnh lý nhi khoa liên quan đến gan như teo đường mật bẩm sinh, thiếu alpha-1 antitrypsin, hội chứng Alagille và ứ mật trong gan tuần tiến có tính chất gia đình.
Một số xét nghiệm chức năng gan nhằm đánh giá chức năng gan. Các xét nghiệm này khảo sát sự hiện diện của một số enzyme trong máu mà bình thường chúng hiện diện với mức độ lớn trong gan.

### Tư liệu
- Eugene R. Schiff, Michael F. Sorrell, Willis C. Maddrey, eds. Schiff's diseases of the liver, 9th ed. Philadelphia: Lippincott, Williams & Wilkins, 2003. ISBN 0-7817-3007-4
- Sheila Sherlock, James Dooley. Diseases of the liver and biliary system, 11th ed. Oxford, UK; Malden, MA: Blackwell Science. 2002. ISBN 0-632-05582-0
- David Zakim, Thomas D. Boyer. eds. Hepatology: a textbook of liver disease, 4th ed. Philadelphia: Saunders. 2003. ISBN 0-7216-9051-3

These are for the lay reader or patient:
- Sanjiv Chopra. The Liver Book: A Comprehensive Guide to Diagnosis, Treatment, and Recovery, Atria, 2002, ISBN 0-7434-0585-4
- Melissa Palmer. Dr. Melissa Palmer's Guide to Hepatitis and Liver Disease: What You Need to Know, Avery Publishing Group; Revised edition 24 tháng 5 năm 2004, ISBN 1-58333-188-3. her webpage.
- Howard J. Worman. The Liver Disorders Sourcebook, McGraw-Hill, 1999, ISBN 0-7373-0090-6. his Columbia University web site, "Diseases of the liver" Lưu trữ ngày 3 tháng 8 năm 2009 tại Wayback Machine